# 猪俣松五郎
猪俣 松五郎（いのまた まつごろう、1870年 - 1943年）は、日本の政治家、教育者である。

## 人物
大住郡金目村の名主与右衛門の次男として生まれる。三郡共立学校(神奈川県立秦野高等学校と神奈川県立平塚農業高等学校の前身)を経て、東京神田の共学院で学ぶが、長男の死亡により、帰郷し、家督を継いだ。その後、1898年（明治31年）、金目村役場書記、1900年（明治33年）、収入役を経て、1905年（明治38年）、金目村村長に就任した。以後、1918年（大正7年）から1935年（昭和10年）まで4期村長を務めた。この間、金目村村会議員を6期、中郡会議員を2期務め、また金目村農会長、金目村耕地整理副組合長、中郡農会副会長、会長を歴任した。1923年（大正12年）の関東大震災後は、その復興、金目川拡張・堤防工事を実施した。また私立中郡盲学校、1902年（明治35年）創立の中郡立中郡農業学校(秦野高校と平塚農業高校の前身)、1909年（明治42年）創立の私立育英学校(秦野高校の前身)、1924年（大正13年）創立の中郡六カ町村組合立育英学校(私立育英学校の後身)の創立とその維持拡充に尽力し、また1926年（大正15年）の中郡二十六カ町村組合立奈珂中学校(組合立育英学校の後身)の創立にも尽力した。1935年（昭和10年）、4期務めた金目村村長を退任し、1943年（昭和18年）12月24日に死亡した。

## 略歴
- 1870年（明治3年） - 大住郡金目村にて生まれる。
- 1898年（明治31年） - 同村役場書記。
- 1900年（明治33年） - 同収入役。
- 1902年（明治35年） - 中郡立中郡農業学校開校。
- 1905年（明治38年） - 同村長。
- 1909年（明治42年） - 私立育英学校創立。同校経営者に就任。
- 1918年（大正7年） - 同村長再任。
- 1924年（大正13年） - 中郡六カ町村組合立育英学校創立。
- 1926年(大正15年) - 中郡二十六カ町村組合立奈珂中学校創立。
- 1935年（昭和10年） - 金目村村長退任。
- 1943年（昭和18年） - 死去。